# 西日本アラブダービー
西日本アラブダービー（にしにほんあらぶだーびー）とは福山競馬場で行われていた競馬の重賞競走（平地競走）である。

## 概要
1987年に西日本地区交流競走として創設。出走条件はアングロアラブ系3歳馬。2000年からは全国交流競走に転換、「全日本アラブグランプリ」として開催されていた。競走回数も初回の2000年は第1回とした。

## 歴代優勝馬
| 回数   | 施行日         | 優勝馬                      | 性齢 | 所属      | タイム | 優勝騎手        | 管理調教師        |
| ------ | -------------- | --------------------------- | ---- | --------- | ------ | --------------- | ----------------- |
| 第1回  | 1987年11月15日 | ダンデイダイドウ            | 牡3  | 兵庫      | 2:35.2 | 田中道夫        | 武田広臣          |
| 第2回  | 1988年12月4日  | フクノビヤクエイ            | 牡3  | 兵庫      | 2:38.4 | 平松徳彦        | 神藤榮            |
| 第3回  | 1989年12月3日  | アサリユウセンプー          | 牡3  | 福山      | 2:37.0 | 那俄性哲也      | 浜田輝和          |
| 第4回  | 1990年12月2日  | グリンダイオー              | 牡3  | 福山      | 2:35.9 | 小嶺英喜        | 千同武治          |
| 第5回  | 1991年12月1日  | ヒカリバーバ ハギノメジャー | 牡3  | 佐賀 兵庫 | 2:37.4 | 野元博実 小牧太 | 下田泰広 永井秀男 |
| 第6回  | 1992年11月29日 | オカノヒリュウ              | 牡3  | 兵庫      | 2:41.1 | 小牧太          | 曾和直榮          |
| 第7回  | 1993年12月5日  | ナタリージョージ            | 牡3  | 福山      | 2:36.4 | 吉井勝宏        | 楠見政徳          |
| 第8回  | 1994年12月4日  | ミナミセンプウ              | 牡3  | 福山      | 2:36.6 | 荻田恭正        | 弓削和彦          |
| 第9回  | 1995年12月3日  | タッチアップ                | 牡3  | 福山      | 2:38.7 | 久保河内健      | 弓削和彦          |
| 第10回 | 1996年12月1日  | ケイエスヨシゼン            | 牡3  | 兵庫      | 2:38.4 | 岩田康誠        | 保利照美          |
| 第11回 | 1997年11月30日 | ニホンカイユーノス          | 牡3  | 益田      | 2:35.3 | 位上良彦        | 大賀繁            |
| 第12回 | 1998年11月29日 | サンバコール                | 牡3  | 兵庫      | 2:36.0 | 平松徳彦        | 西村守幸          |
| 第13回 | 1999年11月28日 | ワシュウジョージ            | 牡3  | 兵庫      | 2:35.5 | 小牧太          | 曾和直榮          |

- 距離：ダート2250m
- 優勝馬の馬齢は現表記を用いている。